# Bourgrimaud
Bourgrimaud is een gehucht (lieu-dit) in de Franse gemeente Forges de Lanouée in het departement Morbihan in de regio Bretagne.
De plaats ligt tussen een oude arm van de Oust en het kanaal Nantes-Brest. Het gehucht telde verschillende woningen in de negentiende eeuw, maar anno 1990 stond er enkel nog een boerenwoning die teruggaat tot het derde kwart van de zeventiende eeuw.